# Celtis prantlii
Celtis prantlii là một loài thực vật có hoa trong họ Cannabaceae. Loài này được Priemer ex Engl. mô tả khoa học đầu tiên năm 1902.